# Corredor Berrini - Chucri Zaidan
O Corredor Berrini-Chucri Zaidan é um dos corredores de ônibus da cidade de São Paulo. Operado pela SPTrans, transporta cerca de 123 mil passageiros por dia.

## História
O projeto do corredor foi apresentado em agosto de 2007 na gestão Kassab. Seu trecho inicial, entre o Shopping Morumbi à rua Gomes de Carvalho, com 3 km foi orçado em R$ 25,5 milhões. Apesar disso, as obras foram iniciadas em novembro de 2013, na gestão Haddad e o primeiro trecho (com 3,3 quilômetros) foi entregue com 7 meses de atraso em 28 de dezembro de 2015. Um novo trecho foi aberto em fevereiro de 2018, ampliando o corredor para 6,6 quilômetros. Em 15 de setembro de 2018 foi entregue mais um trecho de 530 m e a Parada JK, faltando apenas a conclusão do túnel de 880 m.